# الدوري البلغاري الممتاز 1967-68
الدوري البلغاري الممتاز 1967-68 (بالبلغارية: „А“ група 1967/68)‏ هو الموسم 44 من الدوري البلغاري الممتاز. أشرف على تنظيمه اتحاد بلغاريا لكرة القدم، وكان عدد الأندية المشاركة فيه 16، وفاز فيه ليفسكي صوفيا.